# Distrito Regional de Kootenay Boundary
El distrito regional de Kootenay Boundary es un distrito de la provincia canadiense de la Columbia Británica. Tiene una superficie de 8.084,52 km² y 31.447 habitantes (2016). El censo de 2011 registró en el distrito 31.138 residentes. La capital del distrito regional es Trail.
El distrito fue creado el 22 de febrero de 1966 y más tarde confirmado el 4 de abril de 1974.

## Geografía
El distrito regional limita con el distrito regional de Central Kootenay al este y los distritos regionales de North Okanagan, Central Okanagan y Okanagan - Similkameen al oeste. Al sur limita con el estado de Washington en los Estados Unidos.
Las cordilleras que están en Kootenay Boundary son subcordilleras de las montañas Columbia, cuya montaña más alta, el monte Tanner, tiene una altura de 2414 m.

## Historia
Se estima que el distrito regional comenzó a ser habitado hace 11.000 años. El primer contacto europeo con estas Naciones Originarias que se desarrollaron allí desde entonces fue en el siglo XVIII, cuando comerciantes de la Compañía de la Bahía de Hudson y la Compañía del Noroeste contactaron con ellos. De esa manera se desarrolló el comercio de pieles con ellos.
Más tarde, a mediados del siglo XIX, mineros aparecieron. Su aparición llevó a la creación de los primeros asentamientos. Cuando llegaron finalmente los colonos, muchas de las Naciones Originarias se dedicaron entonces a la agricultura y la ganadería en su territorio tradicional. Hoy en día la economía de la región está dominada por la minería, la tala y el turismo.

## Estructura administrativa

### Ciudades y comunas
| Ubicación   | Estatus | Población |
| Fruitvale   | Pueblo  | 1.920     |
| Grand Forks | Ciudad  | 4.049     |
| Greenwood   | Ciudad  | 665       |
| Midway      | Pueblo  | 649       |
| Montrose    | Pueblo  | 996       |
| Rossland    | Ciudad  | 3.729     |
| Trail       | Ciudad  | 7.709     |
| Warfield    | Pueblo  | 1.680     |

### Áreas no incorporadas
- Límite A de Kootenay
- Límite B de Kootenay
- Límite C de Kootenay
- Límite D de Kootenay
- Límite E de Kootenay